# Divion
Divion là một xã của tỉnh Pas-de-Calais, thuộc vùng Hauts-de-France, miền đông nước Pháp.

## Dân số
| 1962                                                           | 1968  | 1975 | 1982 | 1990 | 1999 |
| -------------------------------------------------------------- | ----- | ---- | ---- | ---- | ---- |
| 9514                                                           | 10407 | 8588 | 8125 | 7642 | 7218 |
| Census count starting from 1962: Population without duplicates |       |      |      |      |      |